# Liaoning Hongyun FC
El Liaoning Hongyun FC (xinès: 辽宁宏运, 遼寧宏運, Liáoníng Hóngyùn Zúqiú Jùlèbù) fou un club de futbol de la Xina a la ciutat de Shenyang, Liaoning.
Les seves arrels es situen a l'any 1953, quan formà part del Zhongguo Dongbei. El 1956 es separà formant el Liaoning Football Club. El club guanyà una desena de vegades el campionat xinès abans que de l'establiment de la Lliga xinesa de futbol professional, i la temporada 1989-90 aconsgeueix el primer títol continental del futbol xinès, el campionat d'Àsia, derrotant el Nissan Yokohama a la final. El club fou propietat del Hongyun Group.
El 23 de maig de 2020 fou desqualificat per la federació xinesa a causa de l'endarreriment salarial que patia.
Evolució del nom:
- 1959-92: Liaoning
- 1993: Liaoning Dongyao
- 1994: Liaoning Far East
- 1995: Liaoning
- 1996: Liaoning Hangxing
- 1997: Liaoning Shuangxing
- 1998: Liaoning Tianrun
- 1999: Liaoning Fushun
- 2000-01: Liaoning Fushun Tegang
- 2002: Liaoning Bird
- 2003: Liaoning Zhongshun
- 2004: Liaoning Zhongyu (辽宁中誉)
- 2005-07: Liaoning FC
- 2008-20: Liaoning Hongyun (Whowin)

## Palmarès
- Lliga xinesa de futbol:[8]
  - 1987, 1988, 1990, 1991, 1992, 1993, 1978, 1985

- Copa xinesa de futbol:[9]
  - 1984, 1986

- Supercopa xinesa de futbol:
  - 2000

- Segona Divisió de la Xina:
  - 2009

- Lliga de Campions de l'AFC:
  - 1990